# Мікел Лафіс
Мікел Лафіс  (швед. Michel Lafis, 19 вересня 1967) — шведський велогонщик, олімпійський медаліст.

## Виступи на Олімпіадах
| Олімпіада      | Дисципліна               | Місце  |
| -------------- | ------------------------ | ------ |
| Сеул 1988      | особиста шосейна гонка   | 43     |
| Сеул 1988      | командна гонка на 100 км | 3      |
| Барселона 1992 | особиста шосейна гонка   | 12     |
| Атланта 1996   | особиста шосейна гонка   | 34     |
| Сідней 2000    | особиста шосейна гонка   | участь |

## Зовнішні посилання
- Досьє на sport.references.com